# Prodidomus bicolor
Espèce
Prodidomus bicolor est une espèce d'araignées aranéomorphes de la famille des Prodidomidae.

## Distribution
Cette espèce est endémique de l'État de Mer Rouge au Soudan,. Elle se rencontre vers Suakin.

## Description
La femelle holotype mesure 3,6 mm.
La femelle décrite par Cooke en 1964 mesure 3,36 mm.

## Systématique et taxinomie
Cette espèce a été décrite par Denis en 1957.

## Publication originale
- Denis, 1957 : « Description de deux araignées nouvelles de la Mer Rouge. » Bulletin du Muséum National d'Histoire Naturelle, sér. 2, vol. 28, p. 446-449 (texte intégral).